# The Long Goodbye (2020)
The Long Goodbye ist ein britischer Kurzfilm von Aneil Karia aus dem Jahr 2020. Er entstand zur Promotion des gleichnamigen Albums des britischen Rappers Riz Ahmed, der auch die Hauptrolle spielte und am Drehbuch mitwirkte. Der Film behandelt Rechtsextremismus und Islamophobie in Großbritannien.

## Handlung
Riz verbringt einen ganz normalen Tag im Haus seiner Familie in einem britischen Vorort. Er blödelt mit seinem kleinen Bruder herum. Die beiden versuchen, einen Stuhl im Haus unterzubringen. Plötzlich sieht er, wie eine paramilitärische Vereinigung die Häuser in der Umgebung stürmt und die Leute zusammen treibt. Die Täter sind maskiert und tragen das Georgskreuz. Als er seine Familie zur Flucht antreiben will, wird auch ihr Haus gestürmt. Einige Menschen werden in Transporter getrieben. Er und seine Familie werden mit Waffengewalt dazu gezwungen sich hinzuknien. Als er sieht, wie ein Nachbarskind in den Lieferwagen gesteckt wird, versucht er, es zu retten, wird aber von hinten niedergeschossen. Auf dem Boden liegend muss er zusehen, wie seine Familie hingerichtet wird.
Als die Transporter abfahren, steht er auf und trägt einen wütenden A-cappella-Rapsong über Herkunft und Rassismus vor.

## Hintergrund
The Long Goodbye erschien parallel zu Riz Ahmeds Album The Long Goodbye, das ähnliche Themen bearbeitet, ist aber von diesem unabhängig. Kurz nach Beendigung der Arbeiten an dem Album traf sich Riz Ahmed mit Regisseur Aneil Karia und die beiden konzeptionierten den Film. Die erste Hälfte, die den Familienalltag zeigt, wurde am Set größtenteils improvisiert.
Der 11-minütige Kurzfilm wurde am 5. März 2020 in London uraufgeführt. Es folgte eine Veröffentlichung am 6. März 2020 über die Videoplattform YouTube. Unter anderem lief der Film auch auf dem Berliner Kurzfilmfestival British Shorts.
Der Film gewann 2022 den Oscar in der Kategorie Bester Kurzfilm. Riz Ahmed war bereits 2020 als Hauptdarsteller im Film Sound of Metal für einen Oscar nominiert.
Im Film sind drei Songs von Riz Ahmeds Album zu hören: Any Day feat. Jay Sean, Fast Lava und der A-cappella-Song Where You From.